# Schloss und Park Ringelheim

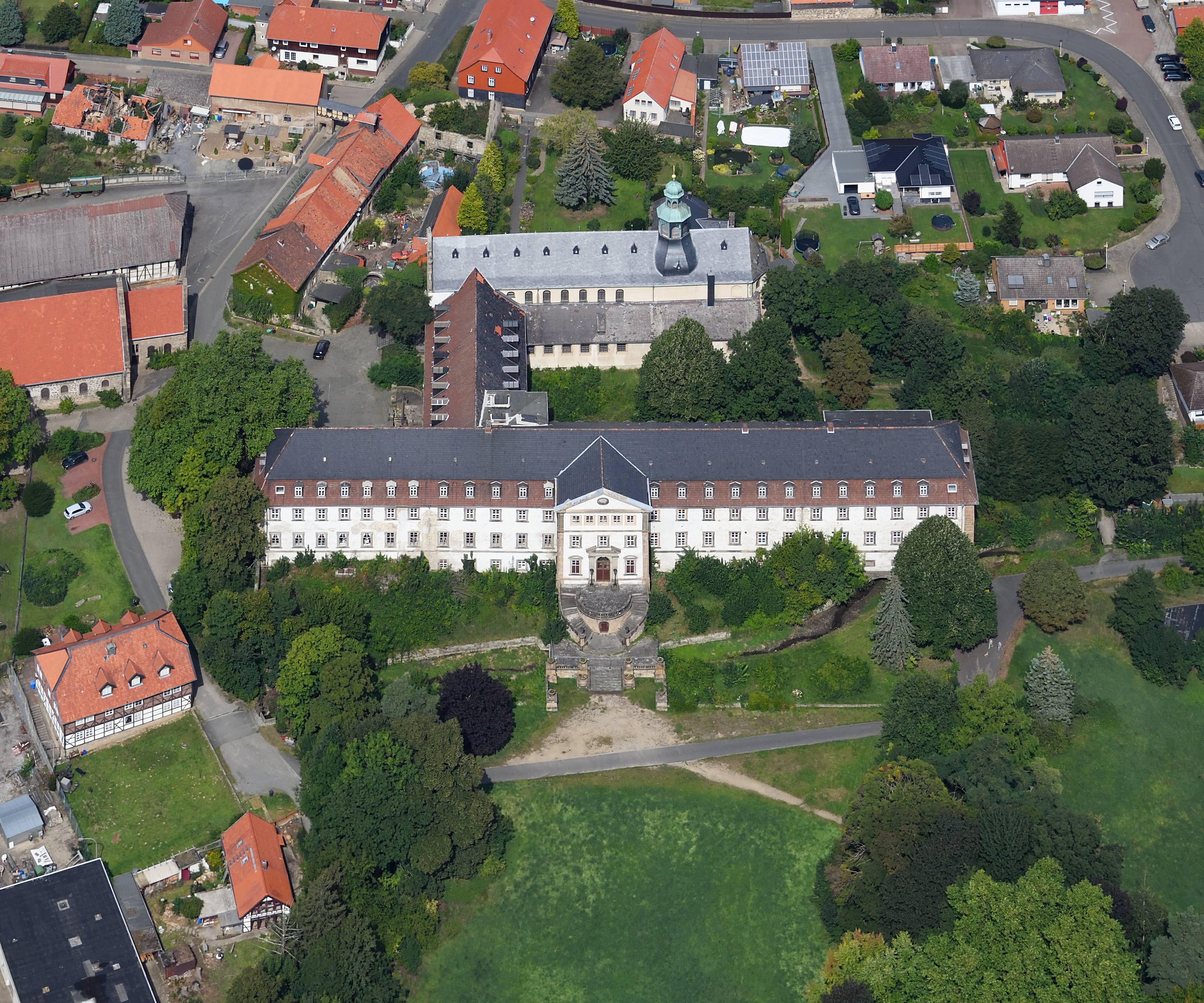
Schloss Ringelheim von Süden aus der Luft gesehen

Schloss und der Schlosspark Ringelheim liegen an der Innerste in Salzgitter-Ringelheim (Niedersachsen). 

## Geschichte

### Kloster

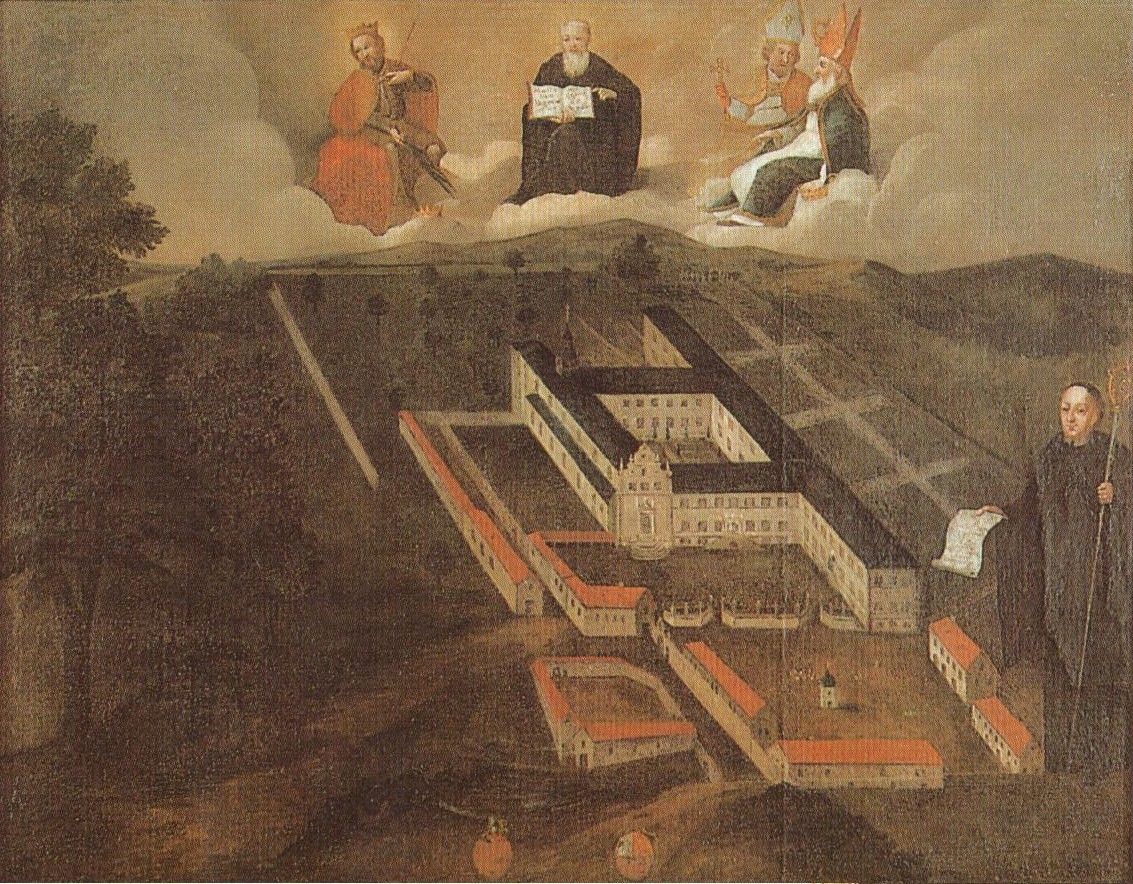
Benediktinerabtei Ringelheim, idealisierte Darstellung um 1720

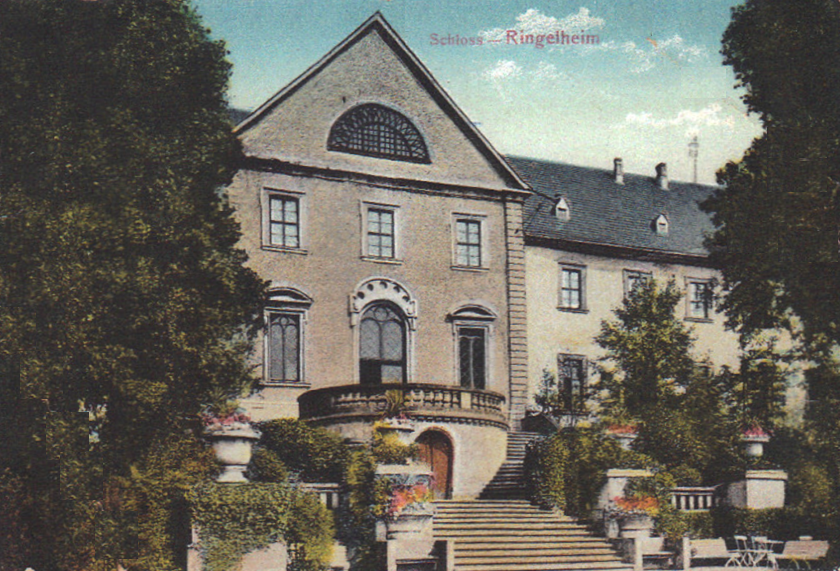
Schloss Ringelheim etwa 1920

Schloss Ringelheim ist ein ehemaliges Kloster aus dem 10. Jahrhundert, das 1803 säkularisiert wurde. Die barocke Klosterkirche St. Abdon und Sennen ist bekannt für ihre wertvolle Orgel und das Kruzifix aus der Werkstatt des Bischofs Bernward von Hildesheim.
Wahrscheinlich in der Regierungszeit des ostfränkischen Königs Heinrich I. und Mathildes von Ringelheim 919–936, wurde ein königliches Jungfrauenstift an der Innerste errichtet, möglicherweise auch erst 940 unter Otto I. durch Graf Immat aus dem Geschlecht der Immedinger.
1152 wurde die Abtei in ein Benediktinerkloster für Männer umgewandelt und dem Bistum Hildesheim unterstellt. 1523–1641 braunschweigisch und damit protestantisch, wurde das Kloster 1803 säkularisiert und ging in den Besitz des preußischen Feldmarschalls von der Schulenburg-Kehnert über.

### Herrensitz

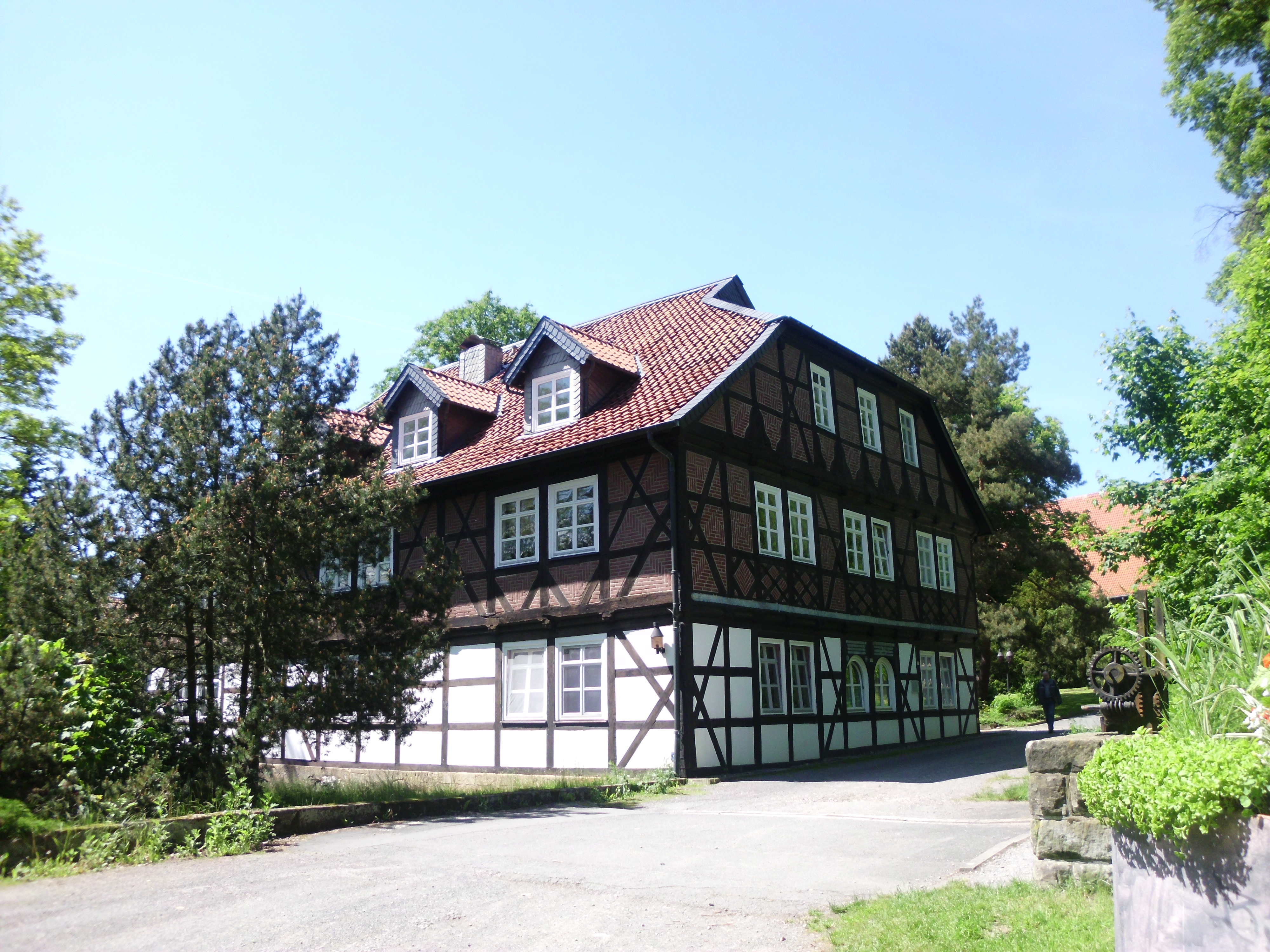
Schlossmühle

Friedrich von der Decken kaufte 1817 das Gut Ringelheim und baute es zu einem Herrensitz um. Das ehemalige Konventsgebäude, dessen Neubau auf das beginnende 18. Jahrhundert zurückgeht, wurde zum heutigen Schloss und erhielt eine klassizistische Fassade. Der Bibliotheksflügel östlich davon wurde abgerissen, ebenso der Kreuzgang zwischen dem Konventsgebäude und der Kirche.

### Nachfolgende Nutzung
Die Reichswerke Hermann Göring kauften das Schloss Anfang 1938 und richteten hier ihren Verwaltungssitz für den Erzbergbau ein. Das Schloss und der Park wurden 1942 an die Landesversicherungsanstalt Braunschweig verpachtet und von dieser als Lungenheilstätte genutzt. Später befand sich im Schloss eine Fachabteilung des Niedersächsischen Landeskrankenhauses Königslutter. Ende der 1990er Jahre zogen die Schlossbewohner ins Ortsinnere um. Es haben sich seitdem mehrere Investoren für das Schloss interessiert, darunter eine Baubetreuungsgesellschaft, eine Musikakademie sowie ein Investor, der für wohlhabende Senioren eine luxuriöse Residenz schaffen wollte. Das Schloss wurde 2002 an einen privaten Investor verkauft und blieb seitdem weitgehend ungenutzt. Bis heute (2017) ist über die weitere Zukunft des Schlosses noch nicht entschieden.

## Park

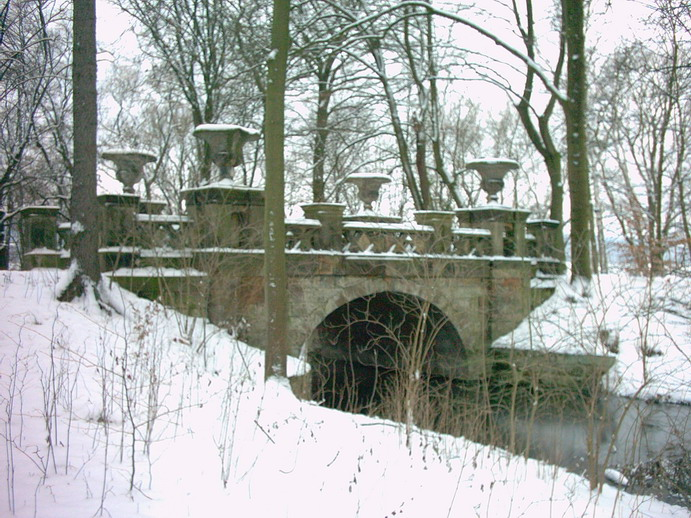
Parkbrücke

1848 ließ Adolphus Graf von der Decken auf dem Gelände der alten Fischteiche der Mönche den heutigen Schlosspark als englischen Landschaftsgarten anlegen. Etwa 21,7 Hektar groß (110 Hektar mit umgebenden Grünanlagen), wird er von einem verzweigten Seesystem durchzogen, das von mehreren Brücken überquert wird, z. B. der romantischen Sandsteinbrücke mit Blick auf das Schloss (Foto). Den Park betritt man durch ein vasenbekröntes Tor am Westeingang. Unweit des Schlosses befindet sich eine künstliche Ruine.
Ferner ließ von der Decken auf einer Insel einen Obelisken errichten. Abseits der Wege, entlang des Sees, geht der Park nach Osten hin in ein kleines Waldstückchen über. Zwischen Park und Wald und Innerste schließen die Sportstätten der Ringelheimer Vereine an die Grünanlagen an.
Im Jahr 2016 fand im Park des Schlosses das vierte Festival der Veranstaltungsreihe „Jazz im Park“ statt, eine jährlich in einem anderen Park im Raum Braunschweig stattfindende Veranstaltung der Braunschweigischen Landschaft und der Stiftung Braunschweigischer Kulturbesitz.